# 香港駐倫敦經濟貿易辦事處

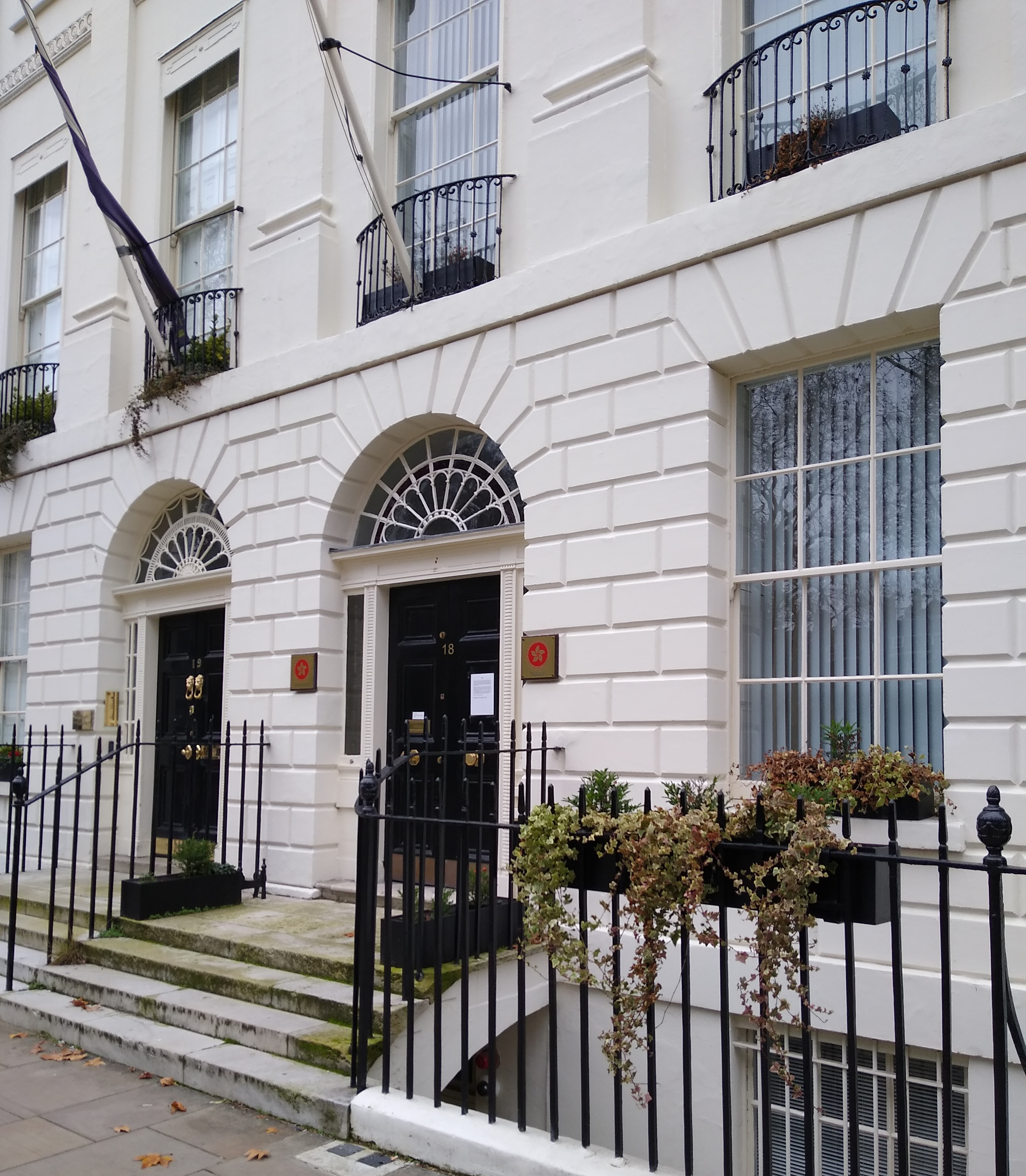
威斯敏斯特市貝德福德廣場18號的香港駐倫敦經濟貿易辦事處

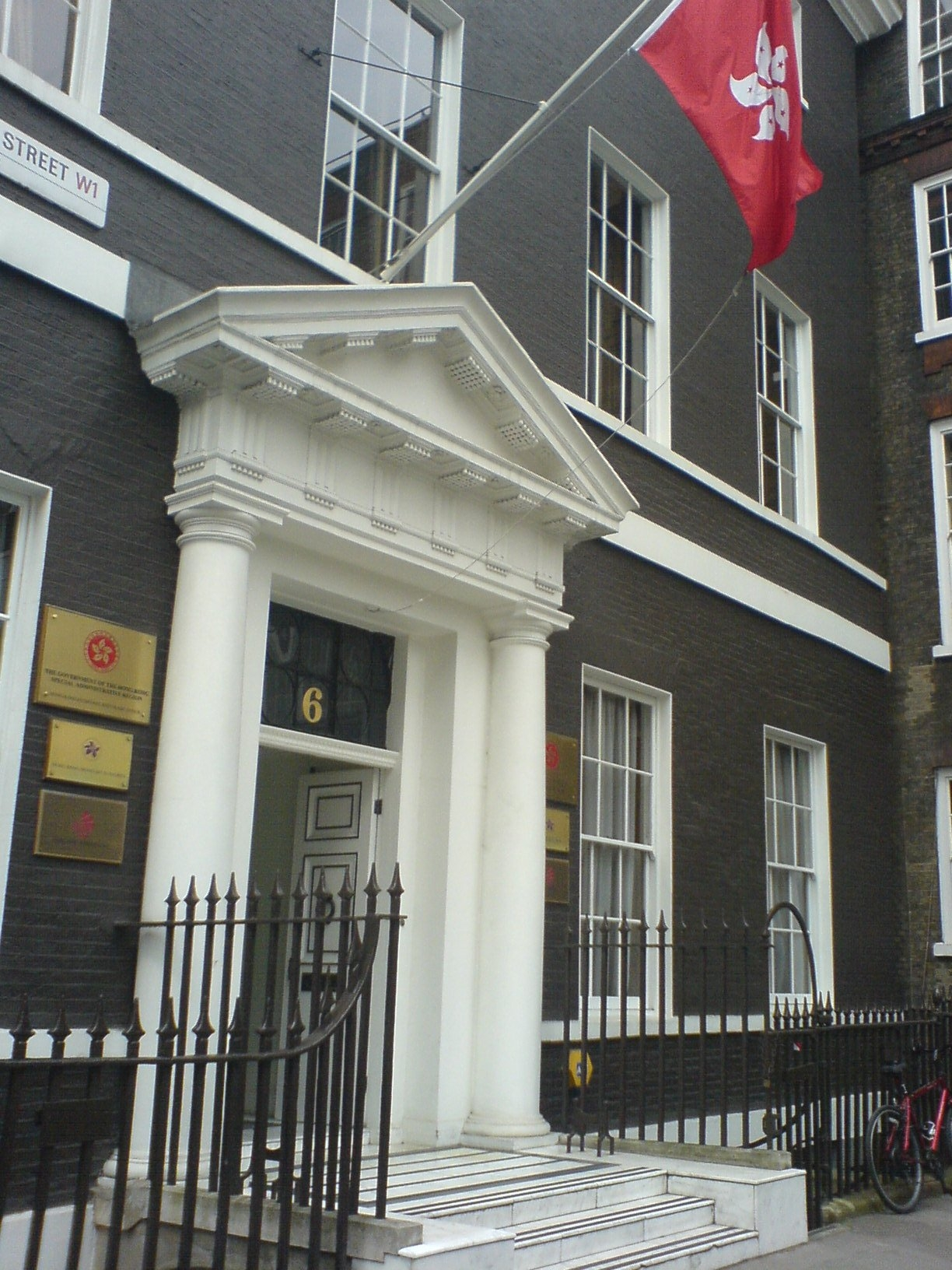
格拉夫頓街6號的香港駐倫敦經濟貿易辦事處舊址

香港駐倫敦經濟貿易辦事處（英語：Hong Kong Economic and Trade Office (London)），簡稱香港駐倫敦經貿辦，駐倫敦經貿辦或駐倫敦辦，別稱為駐英國香港經濟貿易辦事處，中華人民共和國香港特別行政區政府在英國倫敦設立代表處。

## 職能
作爲香港特別行政區政府駐英國代表機構。除英國外，該辦事處還負責促進與丹麥、愛沙尼亞、芬蘭、拉脫維亞、立陶宛、挪威、俄羅斯和瑞典的貿易和經濟關係。辦事處促進與香港的雙邊貿易和投資，向商界和促進機構通報香港的重要發展。它亦會在有關國家的組織舉辦官方訪問、研討會和聯絡活動，並作為支持上述國家投資者在香港和中國大陸尋找商機的樞紐。
辦事處位於倫敦市中心威斯敏斯特市貝德福德廣場18號；該大樓還設有香港貿易發展局和香港旅遊發展局的倫敦辦事處。它以前位於格拉夫頓街6號。
該辦事處在英屬香港時期名為香港政府駐倫敦辦事處，是殖民地政府在宗主國進行官方交流及協調的機構之一，當時由一名港府駐英專員領導。由於香港在1997年7月脫離英聯邦，英國國會通過《1996年香港經濟貿易辦事處法令》，香港駐倫敦經濟貿易辦事處獲授予許多類似於駐英國大使館、高級專員公署、總領事館和領事館的豁免權和特權。

## 處長列表
港府駐英專員
香港駐倫敦經濟貿易辦事處處長
1. 曾俊華 (任期：1997年至1999年)[7]
2. 李淑儀 (任期：1999年至2000年)[8]
3. 梁建邦 (任期：2000年至2004年)[9]
4. 林鄭月娥 (任期：2004年至2006年)[10]
5. 胡寶珠 (任期：2006年至2010年)[11]
6. 鍾小玲 (任期：2010年至2013年)[12]
7. 吳麗敏 (任期：2013年至2015年)[13]
8. 杜潔麗 (任期：2015年至2019年)[14]
9. 蘇婉玲 (任期：2019年至2021年)[15]
10. 羅莘桉 (任期：2021年至2025年)
11. 周雪梅 (任期：2025年至)

## 涉間諜案件
2024年5月，倫敦警察廳以《國家安全法》拘捕多人，其中三人涉嫌為香港情報部門搜集情報，三人被控「協助外國情報機關」與「境外干預」罪名，其中一人為駐倫敦經貿辦行政經理袁松彪，案件於2024年5月13日在倫敦西敏區治安法庭首次出庭應訊，三人隨後獲准保釋。三人將於2024年5月24日在倫敦中央刑事法院再次出庭受審。

## 外部連結
- 香港駐倫敦經濟貿易辦事處 （页面存档备份，存于） （英文）
- 香港駐倫敦經濟貿易辦事處的X（前Twitter）
- 香港駐倫敦經濟貿易辦事處的Facebook專頁